# Resolució 1874 del Consell de Seguretat de les Nacions Unides
La Resolució 1874 del Consell de Seguretat de les Nacions Unides fou adoptada per unanimitat el 12 de juny de 2009. La resolució, aprovada en virtut de l'article 41 del Capítol VII de la Carta de les Nacions Unides impulsa noves sancions econòmiques i comercials a la República Popular Democràtica de Corea i encoratja als estats membres de les Nacions Unides per a cercar càrrega, després d'un prova nuclear subterrània realitzada el 25 de maig de 2009.

## Provisions
Les disposicions de la resolució inclouen:
- Autoritzar els estats membres a inspeccionar "d'acord amb les seves autoritats i legislacions nacionals, i d'acord amb el dret internacional", la càrrega de Corea del Nord per terra, mar i aire, i destruir qualsevol mercaderia sospitosa d'estar connectada al Programa nuclear de la RPDC.[2]
- Requerir que el govern de Corea del Nord torni immediatament a les converses de sis parts i renunciï al seu anunci de retirada del Tractat de No Proliferació Nuclear.[3]
- Prevenció dels serveis financers que podrien contribuir als programes relacionats amb els programes nuclear o de míssil balístic.[4]
- Instruir als estats membres que no prestin assistència financera al programa nuclear de la RPDC o que negociïn préstecs al país, excepte per motius humanitaris o de desenvolupament.[4]
- Ampliar l'embargament d'armes a Corea del Nord prohibint totes les exportacions d'armes del país i la majoria de les importacions, amb excepció d'armes curtes, armes lleugeres i material relacionat; tot i que els estats membres han de notificar al Consell de Seguretat cinc dies abans de vendre les armes.[5][6]
- Exigir que Corea del Nord detingui el seu programa d'armes nuclears i no realitzi proves addicionals nuclears o de míssils.[5]
- Demanar als estats membres que notifiquin al Consell els passos que estan adoptant per implementar les sancions en un termini de 45 dies.[7]
- Afirmant el compromís del Consell de Seguretat per a una resolució pacífica i diplomàtica de la situació.[7]

## Adopció
Aprovant la resolució per unanimitat, el Consell va condemnar l'assaig nuclear que estava en "violació i flagrant desconeixement" de les resolucions anteriors del Consell 1695 i 1718. La resolució ara és obligatòria en virtut del dret internacional.

### Membres permanents del Consell de Seguretat
- : L'ambaixador Zhang Yesui va dir que la Xina votava a favor de la resolució, ja que les accions de Corea del Nord estaven "ignorant l'objectiu comú de la comunitat internacional". No obstant això, va subratllar que s'haurien d'emprar mitjans diplomàtics en lloc de limitar-se a imposar sancions, i la resolució no ha d'"afectar negativament el desenvolupament del país ni l'assistència humanitària".[8] També va instar contra l'ús de la força durant la inspecció de la càrrega nord-coreana.[9]
- : L'ambaixador Jean-Maurice Ripert va remarcar que la RPDC havia estat "compromesa amb un programa nuclear secret" que incrementava la seva amenaça. Va dir que el país havia augmentat les tensions a la regió disparant míssils i el Consell de Seguretat havia respost a això mitjançant l'imposició de sancions fortes al règim, tot i que va esmentar que el Consell estava preocupat per la població.[8]
- : El representant permanent Vitali Txurkin va dir que les mesures adoptades eren "de fons i de naturalesa específica" i "clarament lligades a posar fi al Programa de la RPDC per crear míssils nuclears".[10] Va insistir que l'objectiu de les sancions no era el poble de Corea del Nord, que era un tema clau amb la seva delegació. També va insistir que s'aixecarien les sancions una vegada que Corea del Nord cooperés.[8]
- : El viceprimer ambaixador Philip Parham va dir que l'aprovació de la resolució mostrava que "la comunitat internacional està unida en condemnar les activitats de proliferació de Corea del Nord".[3]
- : L'enviada Rosemary DiCarlo va dir que la resolució creava "sancions marcadament més fortes" contra Pyongyang per persuadir-lo d'abandonar el seu  programa d'armes nuclears[9] A continuació va seguir l'ambaixadora a l'ONU, Susan Rice, qui va afirmar que la resolució era "sense precedents" i que tenia "dents que mossegaran".[11] La resolució va ser una "resposta internacional forta i unida" a la prova del dispositiu nuclear.[8]

### Membres elegits del Consell de Seguretat
- : L'ambaixador Thomas Mayr-Harting va dir que la resolució era una resposta "clara, apropiada i inequívoca" a les accions de Corea del Nord. Demana al país que torni a unir-se al Tractat de Prohibició Completa dels Assaigs Nuclears (CTBT).[8]
- : El representant adjunt Paul Robert Tiendrébéogo va donar suport a la resolució en què es va subratllar l'aspiració del seu país per un món lliure d'armes nuclears i el dret a l'ús pacífic de l'energia nuclear. Demana a Corea del Nord que cooperi amb l'Agència Internacional de l'Energia Atòmica, diàleg dels sis i altres institucions que destaquen que el país hauria d'"escollir el diàleg".[8]
- : L'ambaixador Ranko Vilović va esmentar que les sancions no estaven dirigides cap a la població norcoreana, sinó que va demanar a Corea del Nord que s'adhereixi al CTBT i al diàleg dels sis.[8]
- : El Representant Permanent Jorge Urbina es va fer ressò de les opinions de la resta del Consell i va instar el país a tornar als sistemes internacionals de diàleg.[8]
- : El Representant Permanent Yukio Takasu va acollir amb beneplàcit la resolució, descrivint les accions de la RPDC com un "acte irresponsable" que constituïa una amenaça per al seu país. Esperava que la resolució adoptada canviés les accions de Corea del Nord.[8] El Primer Ministre del Japó Taro Aso també va instar a Corea del Nord a prendre's la resolució "seriosament".[12]
- Libya: El Representant Permanent Abdurrahman Mohamed Shalgham va dir que el món no tindria la seguretat fins que no s'eliminessin totes les armes nuclears. Va dir que la comunitat internacional no havia aconseguit recompensar Líbia per deixar el seu programa nuclear i esperava que s'apliquessin sancions similars a Israel. Shalgham també va dir que si bé el seu país no admet normalment sancions que perjudiquin la població, en aquest cas, aquest era el millor camí per aconseguir una solució a la situació.[8]
- : L'ambaixador Claude Heller va dir que la resolució era un "missatge clar" que les accions de Corea del Nord eren inacceptables per a la comunitat internacional. Va assenyalar que les accions recents de la RPDC violaven les resolucions del Consell de Seguretat que soscavava les aspiracions d'un món lliure d'armes nuclears i va instar a Corea del Nord a que "cessés de forma definitiva i permanent" les proves nuclears.[8]
- : L'actual president del Consell i ambaixador turc Baki İlkin va dir que les accions recents de Corea del Nord minaven l'estabilitat, la confiança mútua i la confiança a la regió, que el govern turc va condemnar fortament. Va instar al país a tornar a formar part del diàleg dels sis, considerant-les com el millor camí per garantir la desnuclearització a la península de Corea.[8]
- : El Representant Permanent Ruhakana Rugunda es va fer ressò del sentiment del Consell, ja que era "important aconseguir la no proliferació a la península de Corea".[8]
- Vietnam: El representant Le Luong Minh va donar suport al consens del Consell, fent èmfasi en el compromís del seu país per la no proliferació, però va assenyalar que les sancions no haurien d'afectar negativament a la població de Corea del Nord.[8]

### Altres membres de l'ONU
- : Corea del Sud va ser convidada a participar durant la sessió. El representant Park In-kook va dir que la prova nuclear violava les resolucions del Consell i "va desafiar les advertències de la comunitat internacional" que amenaçaven la pau i l'estabilitat de la regió, per la qual cosa tots els estats membres haurien d'assegurar-se que implementessin totalment les sancions. Va dir que el govern de Corea del Sud instava fermament al Nord a unir-se al diàleg dels sis i a abandonar les seves armes nuclears i programes de míssils.[8]

## Reacció nord-coreana
Un diari oficial va dir que el país consideraria les noves sancions imposades com una "declaració de guerra". En resposta, una declaració del Ministeri d'Afers Exteriors, recollit per l'oficial Agència Central de Notícies Coreana (KCNA), va dir que el país "armaria tot el plutoni" i havia reprocessat "més d'un terç de les nostres barres de combustible nuclear gastat". També va anunciar que començaria l'enriquiment d'urani. La declaració considerava qualsevol intent de bloqueig com un "acte de guerra que es contestarà amb una decisiva resposta militar", i que podria "contestar les sancions amb represàlies i confrontació amb una confrontació total", acusant la resolució de ser un producte d'una ofensiva dirigida pels EUA contra el país. La declaració del Ministeri de Relacions Exteriors de Corea del Nord a la KCNA continuava:
| « | Els Estats Units i el Japó, no contents amb aquesta "resolució", estan incubant trames brutes per afegir les seves pròpies "sancions" a les ja existents contra la RPDC a l'hora d'emmarcar els problemes ficticis de "diners falsificats" i "tràfic de drogues". Els EUA van instar al Consell de Seguretat de les Nacions Unides a aprofundir en la seva intenció d'ofegar la RPDC, que va provocar la creació d'una tensió sense precedents aguda a la Península de Corea. ... Si algun altre país es trobés en la situació de la RPDC, s'hauria adonat clarament que la RPDC mai no ha triat, sinó que es va veure obligada a fer front a la política hostil estatunidenca i les seves amenaces nuclears. S'ha convertit en una opció absolutament impossible perquè la RPDC pensi en renunciar a les armes nuclears. No hi ha cap diferència per a la RPDC si es reconeix o no el seu estat nuclear. | » |

Un comentari al diari Rodong Sinmun va al·legar que els Estats Units tenien 1.000 armes nuclears a Corea del Sud disposades a atacar Corea del Nord, mentre que "Tongbil Sinmun" advertia que la guerra nuclear podria esclatar a la península de Corea. Un portaveu militar nord-americà va descriure les acusacions de "sense fonament", i va afegir que les armes foren eliminades sota un tractat de 1991.
El 15 de juny, el govern de Corea del Nord va organitzar una protesta multitudinària de 100.000 persones en la Plaça Kim Il-Sung de Pyongyang contra la Resolució 1874. El secretari del Comitè Central del Partit dels Treballadors de Corea Kim Ki Nam va acusar als Estats Units d'impulsar les sancions i va afegir que no debilitarien la RPDC.

## Aplicació

### Sancions econòmiques i comercials
L'Institut de Recerca Econòmica Hyundai, amb seu a Corea del Sud, va estimar que, si les sancions fossin imposades per tots els estats membres de l'ONU, Corea del Nord podria perdre entre 1.500 i 3.700 milions de dòlars estatunidencs.mentre que altres estimacions suggereixen 4.000 milions de dòlars. Tanmateix, un informe del Servei de Recerca del Congrés per al Congrés dels Estats Units assenyala que això només és possible si les sancions s'apliquen amb força. Els Estats Units apunten a l'accés de Corea del Nord als bancs estrangers utilitzats per les seves societats comercials. El 16 de juliol de 2009, una comissió de sancions de l'ONU va designar per sancionar tres empreses comercials de Corea del Nord, una empresa amb seu a l'Iran i l'Oficina General d'Energia Atòmica de Corea del Nord.
Els articles de luxe com l'alcohol, les computadores, les motocicletes, els iots i els aliments de luxe per a l'elit nord-coreana, provenien fonamentalment d'Europa i de la Xina, aquests últims demandats pels alts funcionaris de Corea del Nord. Les exportacions de béns de luxe per part de la Xina en particular són al voltant de 100-160 milions de dòlars, la qual cosa ha causat preocupació pels Estats Units sobre com Xina està implementant les sancions.

### Carrega marina
S'han capturat o buscat diversos vaixells de Corea del Nord en els termes de la Resolució 1874.
- El "Kang Nam 1" va acaparar l'atenció internacional després d'anar cap a Myanmar a través de Singapur el juny de 2009. El vaixell, sospitós de portar armes il·lícites, va ser seguit pels Estats Units, i Singapur també van advertir que "actuaria adequadament" si el vaixell anava a atracar al seu port.[29][30] Birmània va afirmar que lliurava arròs al país.[31] Més tard el Kang Nam 1 va invertir el seu curs sense cap explicació i va tornar a Corea del Nord.[32] Una font desconeguda del govern de Corea del Sud va dir que el pagament de les armes pel govern de Myanmar es produiria a través d'un banc desconegut a Malàisia, però probablement s'havia aturat després que un enviat nord-americà visités Malàisia el 6 de juliol per debatre la situació.[33]
- Índia va detenir un vaixell "sospitós" de Corea del Nord fora de les illes Andaman i Nicobar a principis d'agost de 2009 després de disparar alguns trets d'advertència a l'aire i sis hores de persecució.[34] El MV Mu San era sospitós de transportar càrrega nuclear i entrar a les aigües de l'Índia sense permís.[35] Un escorcoll de la nau va trobar que portava sucre, però encara es reservaria sota la Llei marítima índia.[36][37]
- A finals d'agost de 2009, els diplomàtics de les Nacions Unides van confirmar que els Emirats Àrabs Units s'havien apoderat d'un vaixell de Corea del Nord, l'ANL-Austràlia amb bandera de Bahames, llogat per Iran algunes setmanes abans. Es va trobar que portava armes violant la resolució.[38]
- Les autoritats sud-coreanes van buscar contenidors enviats per nord-coreans en un vaixell amb bandera de Panamà el 22 de setembre de 2009. Més endavant es va descobrir que portava roba de protecció.[39] No obstant això, un funcionari del govern va dir que els articles trobats en els contenidors pertanyien al Grup d'Austràlia, encara que oficialment el govern de Corea del Sud no ho va confirmar ni negar.[40]
- Índia es va apoderar d'un segon vaixell de Corea del Nord destinat al Pakistan des de Colombo, a l'octubre de 2009, després d'haver estat ancorat a les aigües territorials de l'Índia sense permís. El "Hyang Ro" va ser posat en llibertat després que no es va trobar res sospitós.[41][42]
- Sud-àfrica va interceptar armes de Corea del Nord que viatjaven des de la Xina destinades a Àfrica central al febrer de 2010.[43]
- A mitjans de juliol de 2013, Panamà s'apoderà d'un vaixell de bandera nord-coreana que portava equipament militars des de Cuba fins a Corea del Nord a través del Canal de Panamà.[44]

### Càrrega aèria
La resolució és vaga sobre com implementar les sancions sobre la càrrega aèria nord-coreana, en contraposició a les provisions per a la càrrega naval. Tanmateix, se suposa que Corea del Nord utilitza el trànsit aeri més que el trànsit marítim per transportar o intercanviar tecnologia d'armes. L'informe del Servei de Recerca del Congrés identifica la ruta aèria Pyongyang-Teheran com una qüestió de preocupació, ja que la majoria dels 1.500 milions de dòlars nord-americans guanyats per Corea del Nord en vendes d'armes provenen de l'Iran. A més d'això, l'informe afirma que la ruta aèria també s'utilitza per a l'intercanvi i la col·laboració de la tecnologia ADM, així com a ruta per a visites dels científics, tècnics i funcionaris nuclears i de balística. La major part de la ruta passa per Xina, i una delegació nord-americana va mantenir converses amb funcionaris xinesos sobre com implementar la resolució respecte a les aeronaus que reben combustible regularment als aeroports xinesos, però no va informar sobre la resposta.
- El desembre de 2009, la policia de Tailàndia va prendre un avió amb cinc tripulants a bord des de Corea del Nord portant armes fins a un lloc desconegut. L'enviament consistia en "parts" d'armes de guerra. La Interpol es va involucrar segons el primer ministre Abhisit Vejjajiva i es va demanar més informació a les ambaixades estrangeres.[49] Els homes van ser arrestats més tard i posteriorment es va descobrir que les armes estaven destinades a l'Iran.[50]